# Зерзан, Джон
Джон Зерзан (англ. John Zerzan; род. 1943) — американский философ-примитивист и социолог, один из основных представителей анархо-примитивизма.

## Юность и образование
Родился в Сейлеме, столице Орегона, в семье небогатых эмигрантов из Чехословакии. Практически всю жизнь прожил в Орегоне. Учился в Стэнфордском Университете, затем получил степень магистра («Master’s degree» — год аспирантуры) в Университете штата в Сан-Франциско. Затем он написал докторскую диссертацию в Университете Южной Калифорнии, но ушёл оттуда, не защитившись.

## Идеи
Главное содержание его работ заключается в критике цивилизации и аграрной культуры добывания пищи. Он апеллирует к данным социальной антропологии и этнографии, наглядно убеждая в преимуществах первобытного строя и собирательства. Подлинный Золотой Век он находит в жизни бушменов и вообще племён, в которых обрядовость, шаманизм, одомашнивание животных, выращивание табака не получили развития, оставляя живущим в них людям безграничное единение с природой и её глубокое, непосредственное понимание. Все вышеперечисленные попытки изменять правила природы Зерзан всегда рассматривает как ошибочный и гибельный путь ухода от природы, «отчуждение». В своеобразную «ось зла» входят неолитическая революция и связываемое с ней развитие символической культуры, в частности языка и письменности. Позитивная программа Зерзана представлена пылким призывом к постепенному, но решительному возврату к корням человечества (см. Анархо-примитивизм), отказу от цивилизации. Именно там, в первобытном сообществе охотников-собирателей, он видит единственно возможное благополучие человека и идеал его взаимодействия с биосферой.
Зерзан активно участвует в социальной полемике.

## Методы и принципы
Зерзан опирается на негативную диалектику Адорно, дуалистично выводя два полярных состояния общества: первобытное (до неолитической революции), понимаемое как неотчуждённое, и «цивилизованное», понимаемое как отчуждённое и губительное.
В своих работах он использует огромное количество ссылок на антропологические данные, главным образом работы антропологов, среди которых особенно часто приводятся Маршал Салинс и Ричард Б. Ли.
В то же время, участвуя в полемике, Зерзан часто переходит к субъективным оценкам при качественном сокращении реферативного материала (см. его рецензии на книги Букчина и Бодрийяра в сборнике «Примитивный человек будущего»).
Ценности Зерзана в целом совпадают с таковыми у анархо-примитивистов. Для него характерны осуждение терроризма и гражданского (но не антисистемного) насилия, отрицание возможности развития существующей демократической системы, признание необходимости отказа от цивилизации и городов, земледелия, полный атеизм, человек для Зерзана желателен как биологический вид и часть биосферы, с полным отрицанием мессианской и прогрессистской («per aspera ad astra») сути человека и его особой преобразующей роли как разумного вида.

## Политическая деятельность

### Середина-конец 1960-х: профсоюзная работа
Свою политическую деятельность Зерзан начал с 1966 года, когда он начал принимать участие в акциях гражданского неповиновения против войны во Вьетнаме. Его неоднократно арестовывали.
Вскоре он стал социальным работником в министерстве благотворительности Сан-Франциско. Он принял участие в создании профсоюза социальных работников и был избран его вице-президентом в 1968 году, президентом — в 1969 году. Местная группа ситуационистов «Contradiction» называла его за это «левацким бюрократом». Занимаясь своим и другими профсоюзами, он становился всё более радикальным, симпатизировал ситуационизму. В это время на него оказывают влияние работы Ги Дебора и Рауля Ванейгема.

### Становление как анархиста и примитивиста
В 1974 году испанским ультралевым теоретиком Грандизо Мунисом была опубликована книга «Unions Against Revolution» (анг. — Профсоюзы против революции), в которую было включено и эссе Зерзана. В течение последующих 20-ти лет Зерзан всё более сближался с такими анархистскими изданиями, как Fifth Estate, Anarchy: A Journal of Desire Armed, Demolition Derby и т. д.
После чтения трудов примитивиста Дэвида Уотсона он пришёл к выводу, что цивилизация является корнем всех проблем, и что общество охотников-собирателей представляет собой эгалитарную модель человеческих отношений друг с другом и с природой.

### Эссе на русском языке
- Чудо нельзя выразить словами, 2004.
- Агрокультура: демонический двигатель цивилизации, 2012.
- Патриархат, цивилизация и рождение гендера (Глава из "A Peoples History Of Civilization"), 2018.
- Леваки? Нет, спасибо, 2024.
- Закат эры машин Архивная копия от 28 апреля 2005 на Wayback Machine